# Medaljong (smycke)

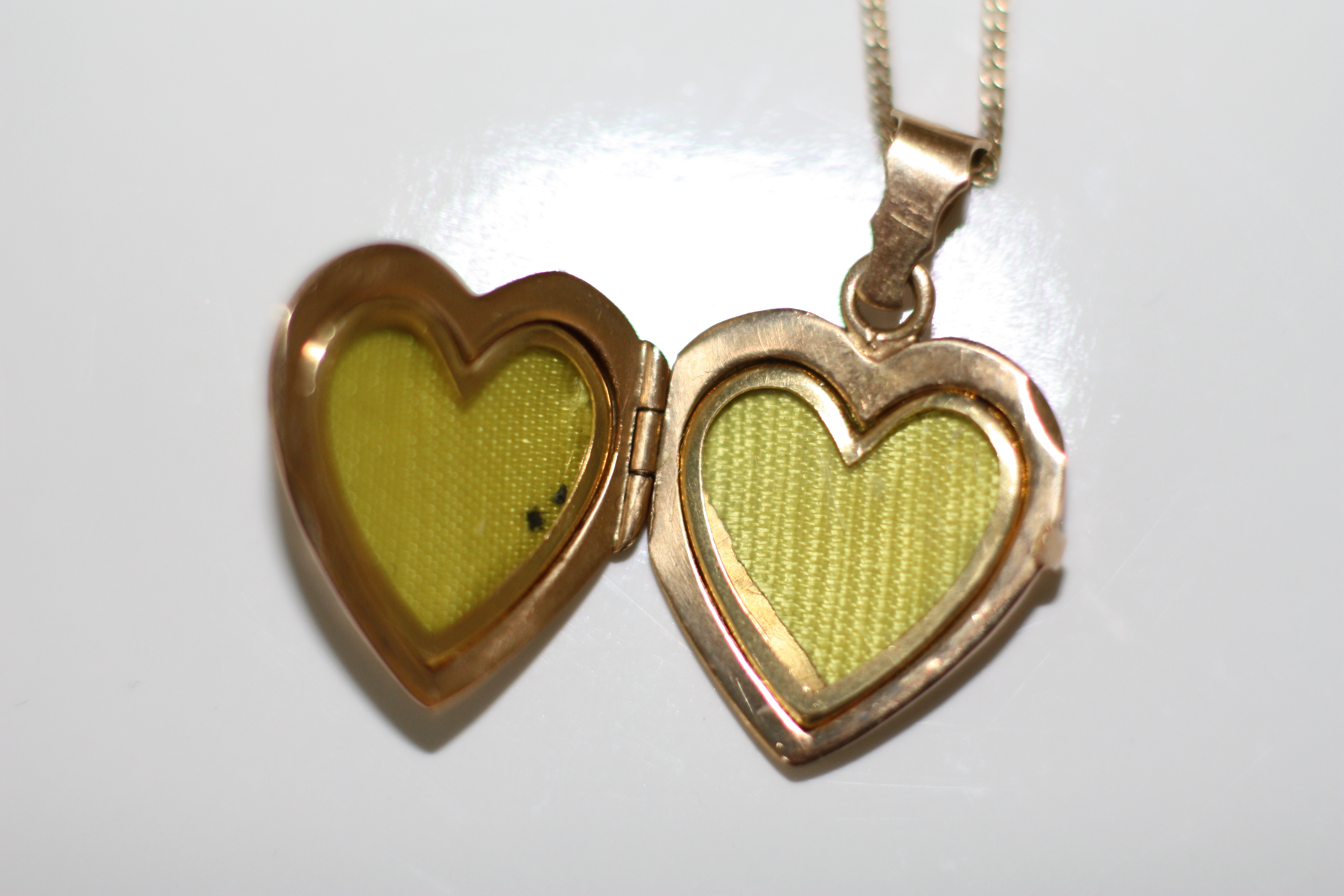
En hjärtformad medaljong med plats för fotografier.

Medaljong med porträtt av Wilhelmina von Hallwyn.

En medaljong är ett hängsmycke med plats för ett porträtt eller en hårlock. Medaljonger med porträtt av den man älskade blev populära under slutet av 1700-talet och förbands i högre samhällsklasser med kärlek till någon som var fråvarande. Det var också vanligt att en nygift kvinna fick en medaljong med ett porträtt och en hårlock av sin man i morgongåva efter brölloppet.

## Medaljongknapp
Under första världskriget fick amerikanska soldater inte ta med sig personliga föremål såsom brev och fotografier. Ett företag i Los Angeles löste problemet genom att tillverka en medaljong, som såg ut  som en uniformsknapp, men hade plats för ett fotografi inuti.